# قرار مجلس الأمن التابع للأمم المتحدة رقم 2026
قرار مجلس الأمن التابع للأمم المتحدة رقم 2026، المتخذ بالإجماع في 14 ديسمبر 2011.

## القرار
رحب مجلس الأمن بالتقدم المشجع الذي أُحرز حتى الآن في المفاوضات بشأن قبرص وكذلك باحتمال إحراز مزيد من التقدم الحاسم في الأشهر المقبلة نحو تسوية شاملة ودائمة نتيجة لتلك المحادثات ومدد المجلس ولاية قوة الأمم المتحدة لحفظ السلام في قبرص لفترة أخرى تنتهي في 19 تموز / يوليه 2012.
باعتماد القرار 2026 (2011) بالإجماع، دعا المجلس الزعيمين أيضًا إلى تكثيف زخم المفاوضات والمشاركة بشكل بناء وصريح في العملية والعمل على الوصول إلى تقاربات بشأن القضايا الأساسية المتبقية استعدادًا لاجتماعهما المقبل مع الأمين العام في يناير 2012.
كما دعا المجلس القادة إلى تحسين المناخ العام الذي كانت تجري فيه المفاوضات، بما في ذلك تركيز الرسائل العامة على أوجه التقارب والطريق إلى الأمام وإيصال المزيد من الرسائل البناءة والمنسقة وزيادة مشاركة المجتمع المدني في العملية، حسب الاقتضاء.
وطلب إلى الأمين العام أن يقدم تقريرا عن تنفيذ هذا القرار، بما في ذلك التخطيط للطوارئ فيما يتعلق بالتسوية، بحلول 1 تموز / يوليه 2012 وأن يطلعه على آخر المستجدات حسب الاقتضاء.
وفي حديثه قبل اتخاذ القرار، قال رئيس المجلس فيتالي تشوركين إن الجانبين حافظا على مواقفهما المعروفة بشأن هذه المسألة. وهكذا وبموافقة أعضاء المجلس، خلصت الرئاسة إلى أن المجلس يمكن أن يشرع في اتخاذ قرار بشأن المشروع المعروض عليه.
أُنشئت البعثة في الأصل في عام 1964 للحيلولة دون اندلاع المزيد من القتال بين الطائفتين القبرصية اليونانية والقبارصة الأتراك. وبعد أعمال القتال في عام 1974، أشرفت على خطوط وقف إطلاق النار وحافظت على منطقة عازلة ونفذت أنشطة إنسانية.

## روابط خارجية
- النص الكامل لقرار مجلس الأمن رقم 2026